# História da minha vida
História da minha vida (em francês: Historie de ma vie) é um livro autobiográfico e magnum opus de Giacomo Casanova, que retrata as aventuras da sua vida. Uma versão anterior e arquivada era originalmente conhecida em inglês como As Memórias de Jacques Casanova até a versão original ser publicada em 1960.